# Hathajogapradipika
Hathajogapradipika (dewanagari हठयोगप्रदिपिका, trl. Haţhayogapradīpikā) – traktat jogiczny z XV w. autorstwa Swatmaramy. Jedno z najistotniejszych dzieł indyjskiej hathajogi. Posiada cztery części, w tym około 389 dwuwierszy, ale tekst ten może liczyć  i 10 rozdziałów i ponad 1500 aforyzmów, w zależności na który manuskrypt natrafi się w Indiach. Jedna z najbardziej kompetentnych wersji Hathapradipiki została opracowana przez znany instytut badań nad jogą, Kaivalyadhama w Lonavli koło Bombaju. Ten tekst został opracowany krytycznie w oparciu o ponad 101 różnych manuskryptów Hathapradipiki zebranych w różnych orientalnych bibliotekach w Indiach, liczy sobie pięć rozdziałów,  w tym rozdział dotyczący terapii dla uczniów, którzy popełnili błędy wykonując pewne praktyki jogi. Zawiera opisy piętnastu asan, ośmiu pranajam, kilka mudr i technik medytacyjnych.
Pierwszy polski przekład z oryginału: Maria Marcinkowska-Rosół, Sven Sellmer, Hathapradipika. Wstęp, tekst, przekład z objaśnieniami, Wydawnictwo Naukowe UAM, Poznań 2018.